# کانسپی (ارومیه)
کانسپی (ارومیه)، روستایی از توابع بخش صومای برادوست شهرستان ارومیه در استان آذربایجان غربی ایران است.

## جمعیت
این روستا در دهستان برادوست قرار دارد و براساس سرشماری مرکز آمار ایران در سال ۱۳۸۵، جمعیت آن ۱۰۲ نفر (۱۵خانوار) بوده‌است.